# Wioślarstwo na Letnich Igrzyskach Olimpijskich 1908 – ósemka
Wyścig ósemek mężczyzn była jedną z konkurencji wioślarskich na Letnich Igrzyskach Olimpijskich 1908. Zawody odbyły się w dniach 29–31 lipca. W zawodach uczestniczyło 54 zawodników z 5 państw.
Zawodnicy rywalizowali na dystansie 1,5 mili.

## Lista startowa
- Royal Club Nautique de Grand (barwy: czerwony, żółty i biały; wiosła czerwono-białe)
- Argonaut Rowing Club (barwy: jasno- i ciemnoniebieski)
- Cambridge University Boat Club (barwy: jasnoniebieski)
- Leander Club (barwy: wiśniowy)
- Pannónia Evezős Egylet/Magyar Evezős Szövetség (barwy: czerwony, biały i zielony)
- Norges Roforbund (barwy: czerwony, biały i niebieski)

## Wyniki

### Ćwierćfinały
Wszystkie biegi odbyły się w środę 29 lipca.

#### Ćwierćfinał 1
| Ćwierćfinał 1 | Ćwierćfinał 1        | Ćwierćfinał 1    | Ćwierćfinał 1                             | Ćwierćfinał 1                             | Ćwierćfinał 1   | Ćwierćfinał 1    | Ćwierćfinał 1 | Ćwierćfinał 1 |
| Miejsce       | Osada                | Dziobowy         | Wioślarze                                 | Wioślarze                                 | Rufowy          | Sternik          | Czas          | Kwal.         |
| ------------- | -------------------- | ---------------- | ----------------------------------------- | ----------------------------------------- | --------------- | ---------------- | ------------- | ------------- |
| 1             | Argonaut Rowing Club | Irvine Robertson | George Wright Julius Thomson Walter Lewis | Gordon Balfour Becher Gale Charles Riddy  | Geoffrey Taylor | Douglas Kertland | 8:06,0        | QS            |
| 2             | Norge                | Otto Krogh       | Erik Bye Ambrosius Høyer Gustav Hæhre     | Emil Irgens Hannibal Fegth Wilhelm Hansen | Andreas Knudsen | Ejnar Tønsager   | (8:16,7)      |               |

#### Ćwierćfinał 2
| Ćwierćfinał 2 | Ćwierćfinał 2   | Ćwierćfinał 2    | Ćwierćfinał 2                                 | Ćwierćfinał 2                                              | Ćwierćfinał 2     | Ćwierćfinał 2      | Ćwierćfinał 2 | Ćwierćfinał 2 |
| Miejsce       | Osada           | Dziobowy         | Wioślarze                                     | Wioślarze                                                  | Rufowy            | Sternik            | Czas          | Kwal.         |
| ------------- | --------------- | ---------------- | --------------------------------------------- | ---------------------------------------------------------- | ----------------- | ------------------ | ------------- | ------------- |
| 1             | Leander Club    | Albert Gladstone | Frederick Kelly Banner Johnstone Guy Nickalls | Charles Burnell Ronald Sanderson Raymond Etherington-Smith | Henry Bucknall    | Gilchrist Maclagan | 8:10,0        | QS            |
| 2             | Pannónia/Magyar | Sándor Klekner   | Lajos Haraszthy Antal Szebeny Róbert Éder     | Sándor Hautzinger Jenő Várady Imre Wampetich               | Ferenc Kirchknopf | Kálmán Vaskó       | (8:15,7)      |               |

### Półfinały
Oba półfinały zostały rozegrane w czwartek 30 lipca.

#### Półfinał 1
| Półfinał 1 | Półfinał 1           | Półfinał 1       | Półfinał 1                                    | Półfinał 1                                                 | Półfinał 1      | Półfinał 1         | Półfinał 1 | Półfinał 1 |
| Miejsce    | Osada                | Dziobowy         | Wioślarze                                     | Wioślarze                                                  | Rufowy          | Sternik            | Czas       | Kwal.      |
| ---------- | -------------------- | ---------------- | --------------------------------------------- | ---------------------------------------------------------- | --------------- | ------------------ | ---------- | ---------- |
| 1          | Leander Club         | Albert Gladstone | Frederick Kelly Banner Johnstone Guy Nickalls | Charles Burnell Ronald Sanderson Raymond Etherington-Smith | Henry Bucknall  | Gilchrist Maclagan | 8:12,0     | QF         |
| Bronze     | Argonaut Rowing Club | Irvine Robertson | George Wright Julius Thomson Walter Lewis     | Gordon Balfour Becher Gale Charles Riddy                   | Geoffrey Taylor | Douglas Kertland   | (8:14,9)   |            |

#### Półfinał 2
| Półfinał 2 | Półfinał 2                     | Półfinał 2    | Półfinał 2                                | Półfinał 2                                           | Półfinał 2     | Półfinał 2           | Półfinał 2 | Półfinał 2 |
| Miejsce    | Osada                          | Dziobowy      | Wioślarze                                 | Wioślarze                                            | Rufowy         | Sternik              | Czas       | Kwal.      |
| ---------- | ------------------------------ | ------------- | ----------------------------------------- | ---------------------------------------------------- | -------------- | -------------------- | ---------- | ---------- |
| 1          | Royal Club Nautique de Grand   | Oscar Taelman | Marcel Morimont Rémy Orban Georges Mys    | François Vergucht Polydore Veirman Oscar Dessomville | Rodolphe Poma  | Alfred Van Landeghem | 8:22,0     | QF         |
| Bronze     | Cambridge University Boat Club | Frank Jerwood | Eric Powell Oswald Carver Edward Williams | Henry Goldsmith Harold Kitching John Burn            | Douglas Stuart | Richard Boyle        | (8:25,9)   |            |

### Finał
Finał został rozegrany w piątek 31 lipca.
| Finał   | Finał                        | Finał            | Finał                                         | Finał                                                      | Finał          | Finał                | Finał    |
| Miejsce | Osada                        | Dziobowy         | Wioślarze                                     | Wioślarze                                                  | Rufowy         | Sternik              | Czas     |
| ------- | ---------------------------- | ---------------- | --------------------------------------------- | ---------------------------------------------------------- | -------------- | -------------------- | -------- |
|         | Leander Club                 | Albert Gladstone | Frederick Kelly Banner Johnstone Guy Nickalls | Charles Burnell Ronald Sanderson Raymond Etherington-Smith | Henry Bucknall | Gilchrist Maclagan   | 7:52,0   |
|         | Royal Club Nautique de Grand | Oscar Taelman    | Marcel Morimont Rémy Orban Georges Mys        | François Vergucht Polydore Veirman Oscar Dessomville       | Rodolphe Poma  | Alfred Van Landeghem | (7:57,5) |

## Klasyfikacja końcowa
| Złoty | Srebrny | Brązowy | Brązowy |
| Wielka Brytania · Leander ClubAlbert Gladstone · Frederick Kelly · Banner Johnstone · Guy Nickalls · Charles Burnell · Ronald Sanderson · Raymond Etherington-Smith · Henry Bucknall · Gilchrist Maclagan | Belgia · Royal Club Nautique de GandOscar Taelman · Marcel Morimont · Rémy Orban · Georges Mys · François Vergucht · Polydore Veirman · Oscar Dessomville · Rodolphe Poma · Alfred Van Landeghem | Kanada · Argonaut Rowing ClubIrvine Robertson · George Wright · Julius Thomson · Walter Lewis · Gordon Balfour · Becher Gale · Charles Riddy · Geoffrey Taylor · Douglas Kertland | Wielka Brytania · Cambridge University Boat ClubFrank Jerwood · Eric Powell · Oswald Carver · Edward Williams · Henry Goldsmith · Harold Kitching · John Burn · Douglas Stuart · Richard Boyle |